# Barrage de la Valette
Die Barrage de la Valette („Talsperre von la Valett“) ist ein französischer Stausee  im Département Corrèze in der Région Nouvelle-Aquitaine und ist seit 1949 in Betrieb. Die Staumauer wurde zwischen 1945 und 1949, auch mit Hilfe deutscher Kriegsgefangener des Lagers Tulle (Depot 123), erbaut.

## Geographie
Das Bauwerk staut den Lauf der Doustre bei Marcillac-la-Croisille und Saint-Pardoux-la-Croisille im mittleren Teil des Zentralmassivs, unweit von Clergoux und La Roche-Canillac.

## Bau
Die Talsperre wurde erbaut von der Firma Entreprises Industrielles et de Travaux Publics, Saint-Pardoux-la-Croisille. Während der Bauzeit am 2. Juli 1948 kam es zu einem schweren Unfall, bei dem zwei französische Arbeiter und ein deutscher Kriegsgefangener ums Leben kamen. Drei weitere Arbeiter wurden verletzt.

## Nutzung
Genutzt wird der Stausee als Wasserkraftwerk zur Stromerzeugung. Er ist für eine Leistung von ca. 33 MW ausgelegt. Betreiber der Anlage ist die Électricité de France (EDF).

## Bilder

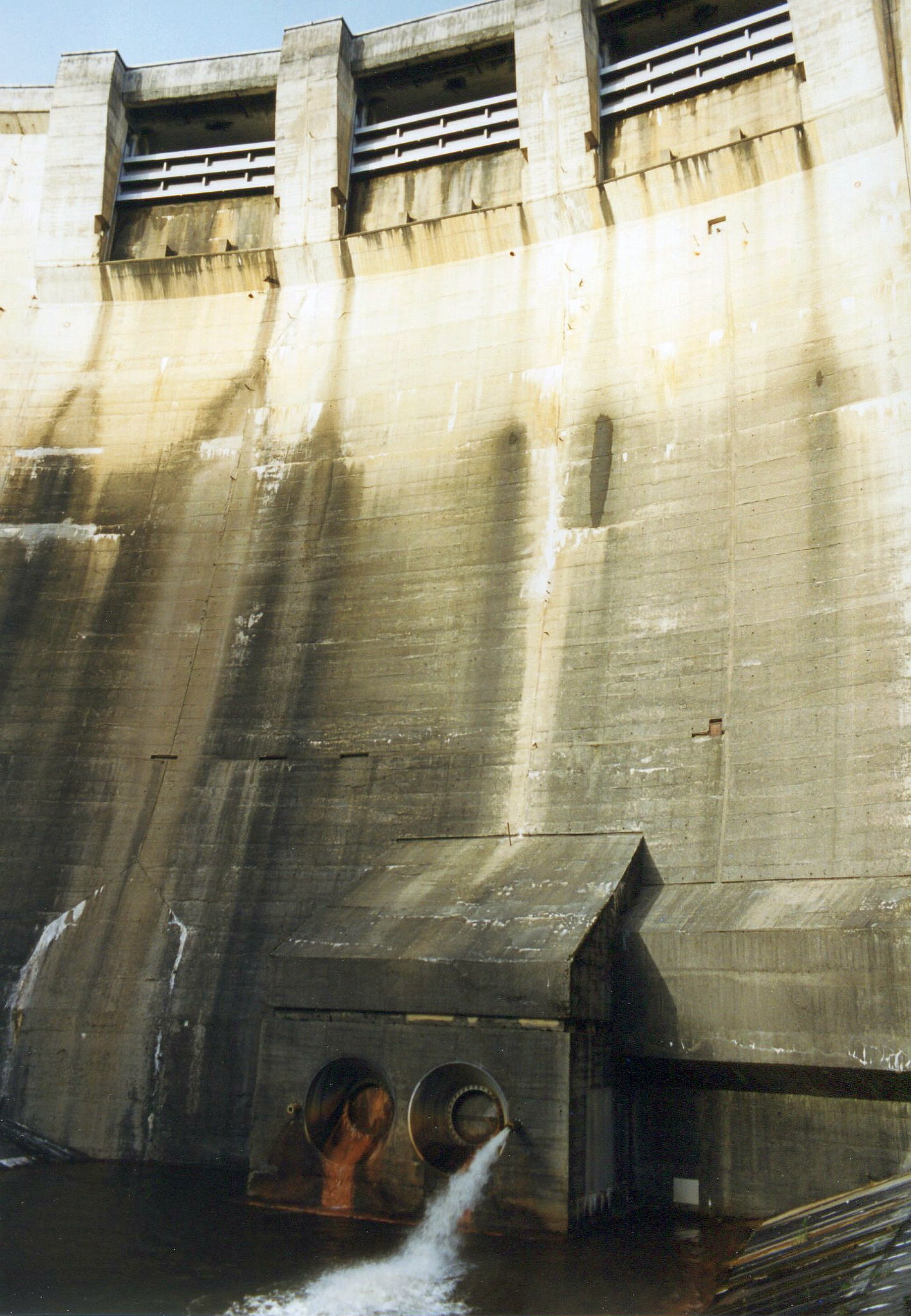
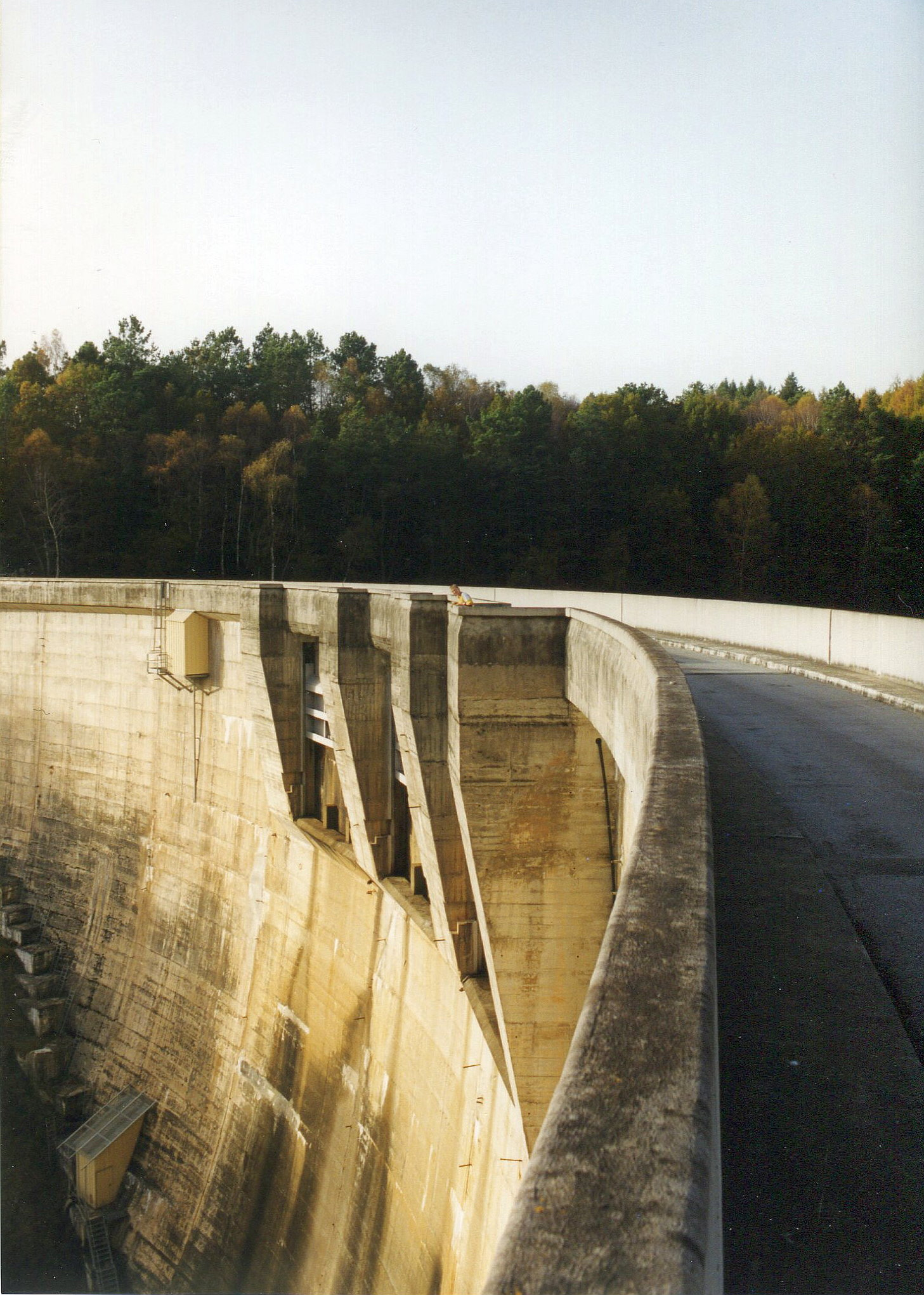
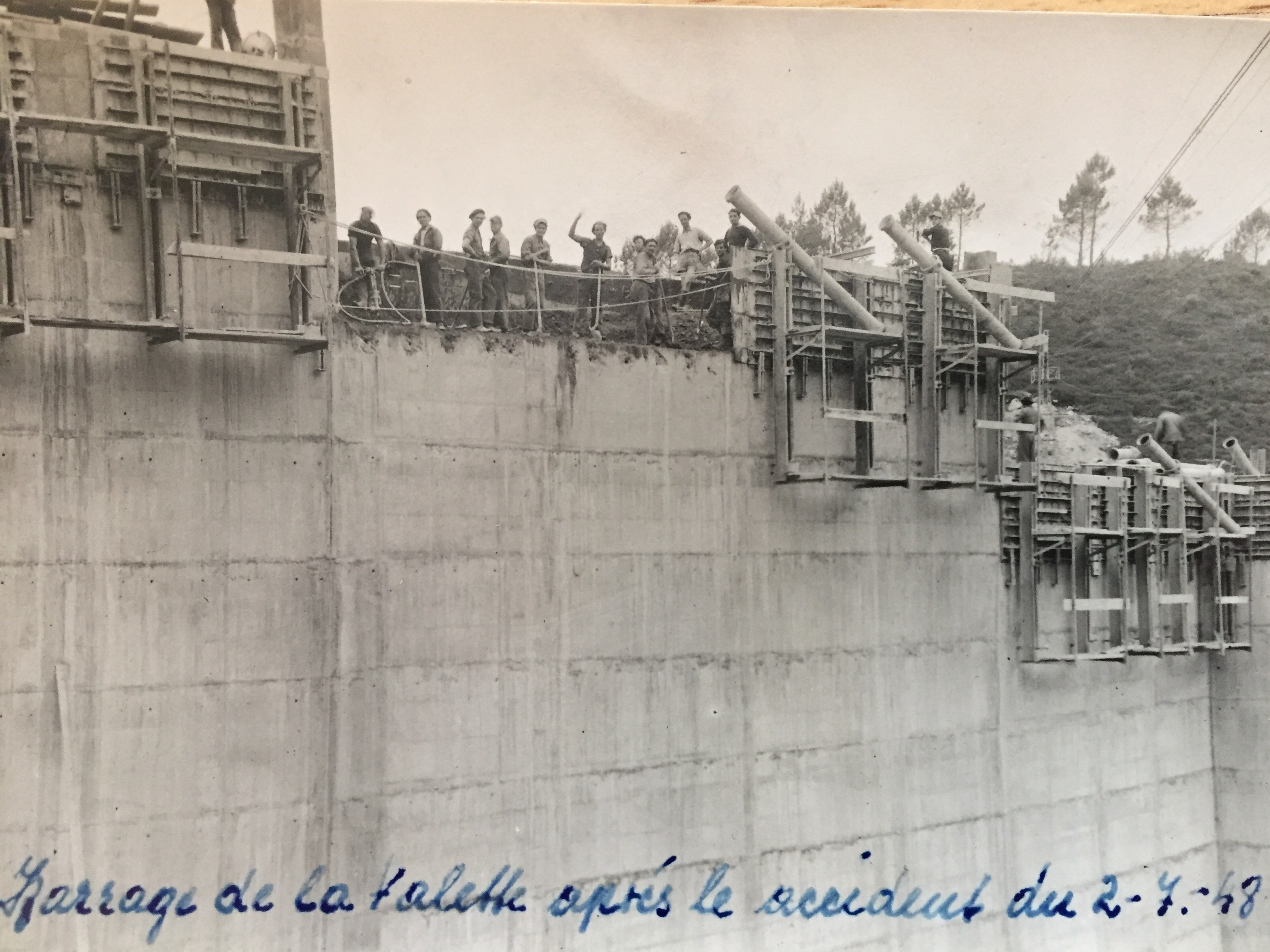
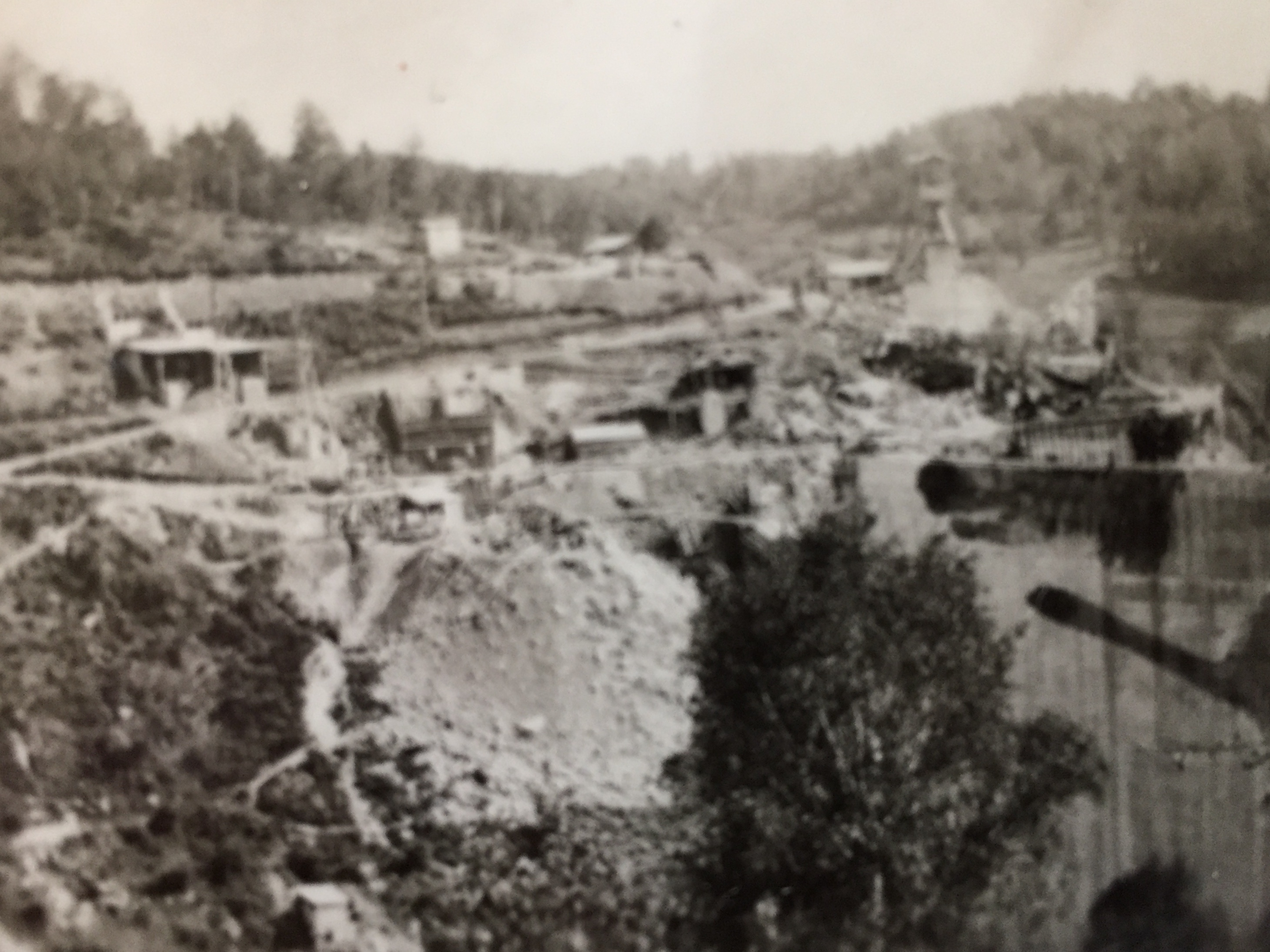
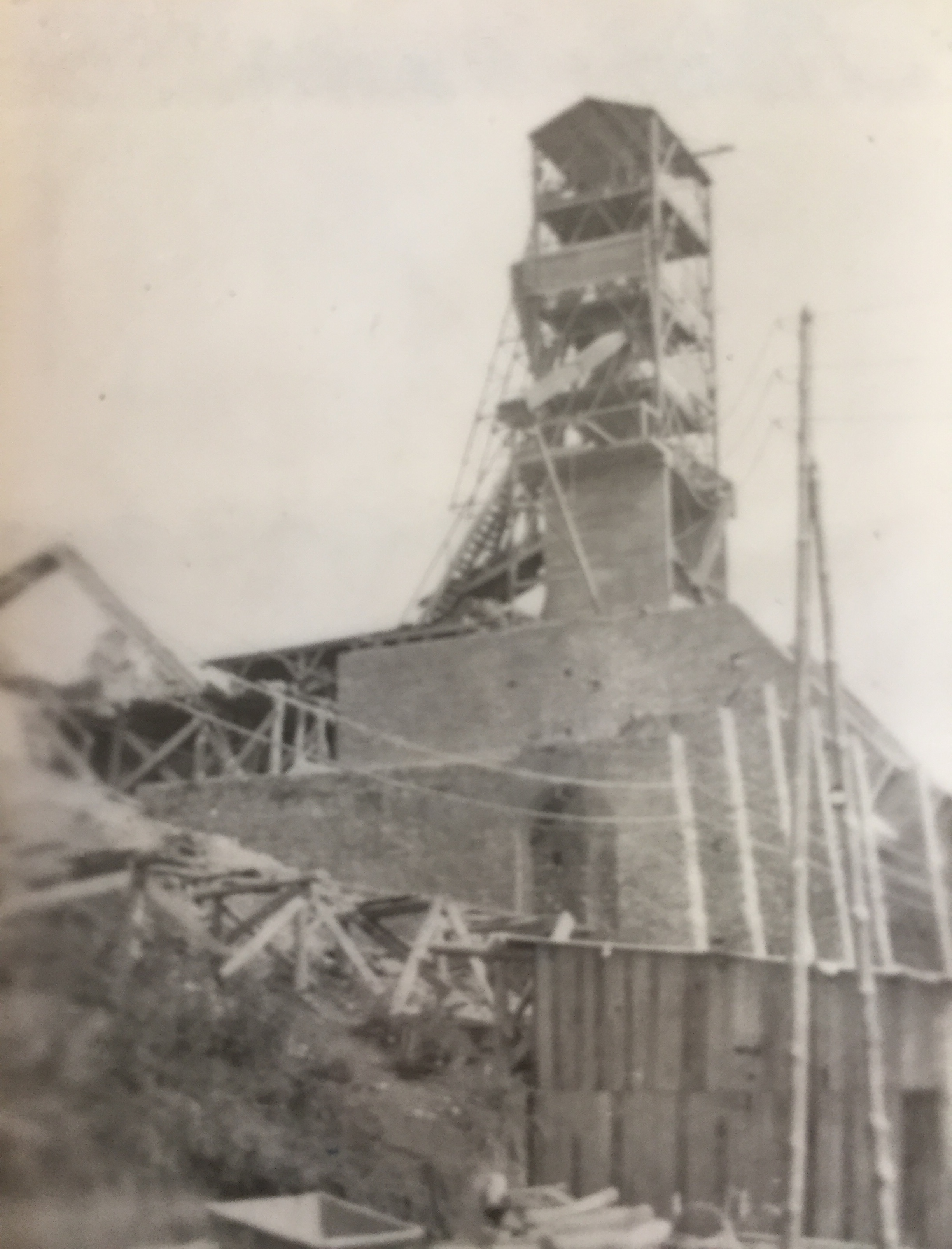